# Casa Grande (Bilbao)
La Casa Grande de Elorrieta (Bilbao) era un bloque de viviendas de estructura de madera que se construyó a principio del siglo XX y que fue derribada a principios del siglo XXI, sustituyéndola por una nueva barriada de edificios, además de la reconstrucción de la iglesia que fue demolida años atrás.
Dicha casa fue muy conocida en la zona por su antigüedad. Sus dimesiones eran de 16 metros de ancho por 150 metros de largo, lo que da un solar de 2400 m², repartidos en 118 viviendas, divididas en 4 alturas más ático. Además, con planta baja con lonjas donde había bares, tiendas y algunas viviendas, y también un cuartel de la Guardia Civil.
- Datos: Q5754226